# Експрес-аналіз (хімія)
Експре́с-ана́ліз (англ. rapid analysis, spot check, proximate analysis; нім. Expreßanalyse, Schnellanalyse f, Schnellbestimmung f) — сукупність методів кількісного хімічного аналізу, що дають змогу швидко контролювати певний виробничий чи технологічний процес. Наприклад, при збагаченні корисних копалин відсадкою — оперативне розшарування проби продукту відсадки у важкій рідині для визначення величини втрат легких фракцій у відходах і прийняття рішення щодо коригування технологічного режиму відсадки.
Для кам'яного вугілля експрес-аналіз проводять з використанням розчинів хлористого цинку густиною 1500—1800 кг/м³, для антрациту — 1800—2000 кг/м³.